# Gallus (állatnem)
A Gallus a madarak osztályának tyúkalakúak (Galliformes) rendjébe a fácánfélék (Phasianidae) családjába és a fácánformák (Phasianinae) alcsaládba tartozó nem.

## Rendszerezés
A nembe az alábbi 4 faj tartozik:
- bankivatyúk (Gallus gallus)
  - (Gallus gallus bankiva)
  - (Gallus gallus  jabouillei)
  - (Gallus gallus murghi)
  - (Gallus gallus spadiceus)
- szürke dzsungeltyúk vagy gyöngyös bankivatyúk (Gallus sonneratii)
- ceyloni tyúk vagy ceyloni dzsungeltyúk (Gallus lafayetii)
- gangatyúk vagy jávai dzsungeltyúk (Gallus varius)

A bankivafajok keresztezéséből jöttek létre a nagy alak, szín és formagazdagságot mutató házityúkfajták (Gallus gallus domesticus)